# Rutland Water
Rutland Water är en reservoar i Storbritannien.   Den ligger i riksdelen England, i den sydöstra delen av landet, 130 km norr om huvudstaden London. Rutland Water ligger 83 meter över havet. Arean är 10,9 kvadratkilometer. Trakten runt Rutland Water består till största delen av jordbruksmark. Den sträcker sig 3,9 kilometer i nord-sydlig riktning, och 6,7 kilometer i öst-västlig riktning.
Följande samhällen ligger vid Rutland Water:
- Edith Weston (1 811 invånare)
- Empingham (815 invånare)
- Burley (577 invånare)
- Manton (364 invånare)
- Upper Hambleton (140 invånare)